# Conistra rubilinea
Conistra rubilinea är en fjärilsart som beskrevs av Barend J. Lempke 1964. Conistra rubilinea ingår i släktet Conistra och familjen nattflyn. Inga underarter finns listade i Catalogue of Life.